# Dares Frígio

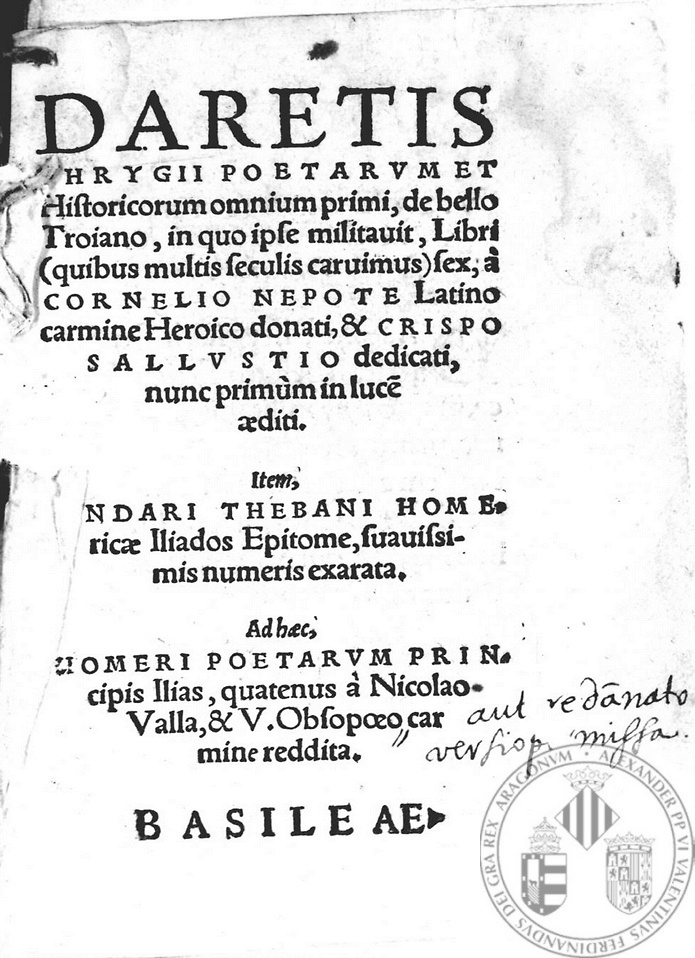
Capa de livro de autoria de Dares Frígio.Possivelmente seu autor foi Josephus Iscanus.

Dares Frígio é o suposto autor do livro De Escidio Troiae Historia (História da destruição de Troia), tradução latina do século VI d. C. de um original grego que tratava da Guerra de Troia.

## Romance de Troia
No século II, Claudio Eliano dá a notícia de que com anterioridade em relação à Ilíada (atribuída a Homero) houve outra, composta por Dares em idioma frígio. Essa data é inverossímil, porém permite supor que este autor se baseava na existência de um original grego em sua época que poderia haver sido cedo resumido e traduzido para o latim para obter como resultado a Historia da destruição de Troia.
No livro se narram os feitos da guerra de Troia do ponto de vista dos troianos, e submete-se a Ilíada a uma revisão histórica que elimina qualquer intervenção dos deuses, numa busca de verossimilhança, indicando como motivos rivalidades amorosas. Se dizia deste livro que era uma tradução latina da obra de Dares Frígio. Durante muito tempo se atribuíu a Cornélio Nepos, e se dizia que o tinha dedicado ao historiador Salústio; porém a linguagem do livro é muito posterior à linguagem da época de Cornélio Nepos, e talvez possamos datá-lo do séc. V d. C.
O livro deste suposto Dares Frígio estabelece um antecedente autônomo acerca da Guerra de Troia, independente da obra de Homero. Isso é o que traz de diferença e novidade sobre o assunto. Sobre esse particular foram sustentadas várias opiniões no que diz respeito ao ambiente dos estudos clássicos. A questão é que o autor romano compôs em latim resumos em verso da Ilíada de Homero, destinados ao ensino, como faria qualquer professor de literatura. Este fim pedagógico pode ser detectado devido ao tom didático.
O autor se concentrou em verter do grego para o latim textos perdidos que pretendiam ser originais, inéditas e copiosas crônicas de primeira mão da Guerra de Troia. Ditas "variações" não são mais que emulações das passagens homéricas, fazendo paráfrases do sentido do texto original.
Conta a versão de um combatente troiano (Dares o frígio) sobre a destruição de Troia, com testemunhos supostamente coetâneos e autênticos de soldados que lutaram em Troia em exércitos contrários. Existe outra versão e temos outro nome com o qual se denomina o autor romano: Dares (De excidio Troiae historia) e Dictis o Cretense (Ephemeris belli Troiani). Na realidade se trata de dois exercícios retóricos da Antiguidade tardia que nos apresentam uma versão da lenda troiana diferente da imaginada por Homero.
Na tradução para o castelhano do Romance de Troia de Benoît de Sainte-Maure chamada Versão de Alfonso XI, se lê que
Isso demonstra também que na Idade Média se conhecia a versão ''Ilias Latina'', ainda que não se tenha seguido Homero, mas Dictis Cretense (s. IV d. C.) e Dares Frígio (s. VI d. C.) até que se tenha feito uma boa tradução do grego para o latim: a de Leôncio Pilato, terminada cerca do ano 1360.
Na Biblioteca Nacional da Espanha de Madrid se conserva um manuscrito adquirido por Serafín Estébanez Calderón em 1839, e entregue à mesma.
Não contém prólogo nem homologações. Entre 1596 e 1597, consegue o privilégio para sua publicação, privilégio e livro que vende em 20 de janeiro ao livreiro Juan García, de Alcalá de Henares. Neste livro pôde basear-se outro muito conhecido naquela época: o Livro de Alexandre, anônimo, escrito de forma amena como uma Novela de cavalaria.
O nome de Dares aparece na Ilíada como o de um sacerdote de Hefesto em Troia. Na Eneida, Dares é um troiano que participa dos jogos fúnebres em honra de Anquises. Contudo, não há dados que permitam identificar esses personagens com o pretenso autor da obra literária.